# Кничанин (село)
Кничанин (серб. Книћанин) — населённый пункт в Сербии, в Воеводине, Средне-Банатском округе, общине Зренянин.

## Топоним
Село носит имя известного сербского военного деятеля Стефана Петровича Кничанина (1807—1855) периода Революции 1848—1849 годов.
Другими названиями деревни, используемыми в сербском языке, были Кничаниново (KniћAninovo) и Рудольфово (Rudolфovo).
Прежнее немецкое название деревни, Рудольфсгнад, использовалось с 1868 года, когда деревня была названа в честь наследного принца Рудольфа (1858—1889). Венгерская версия названия происходит от немецкого.

## Население
В селе проживает 2034 жителей, из которых совершеннолетних 1610. Средний возраст — 39,2 года (мужчины — 38,4 года, женщины — 39,9 года). В населённом пункте 671 домохозяйств, среднее число членов в которых — 3,03 (данные переписи 2002 года).

## История
Деревня была основана во времена Австрийской империи (в 1866 году) немецкими (дунайско-швабскими) колонистами, которые в основном были выходцами из Эчки и Лукичево. Первоначально она была частью военной границы Баната. После отмены государственной границы в 1873 году деревня была включена в состав округа Торонталь, который административно входил в состав Королевства Венгрия в составе двойной монархии Австро-Венгрии. В 19-м и первой половине 20-го века жители деревни были в основном фермерами и ремесленниками. Согласно переписи населения 1910 года, этническое большинство в деревне составляли немцы.
В 1918 году, будучи частью региона Банат, Бачка и Баранья, деревня сначала вошла в состав Королевства Сербия, а затем в состав Королевства сербов, хорватов и словенцев (позже переименованного в Югославию). С 1918 по 1922 год он входил в состав округа Велики-Бечкерек, с 1922 по 1929 год — в состав Белградской области, а с 1929 по 1941 год — в состав Придунайской Бановины. В 1931 году население деревни насчитывало 3072 жителя. Во время оккупации Югославии странами Оси с 1941 по 1944 год деревня была частью управляемого немцами региона Банат, который имел особый статус в марионеточном государстве Оси Сербия. До окончания Второй мировой войны население деревни в основном состояло из этнических немцев (дунайских швабов).
В конце Второй мировой войны, в 1944 году, часть местных жителей из придунайской Швабии покинула этот район вместе с разгромленной немецкой армией. Те придунайские швабы, которые остались в регионе, были лишены гражданства и всех гражданских прав в соответствии с указами АВНОЯ от 1943 и 1944 годов, изданными югославскими коммунистами, и были отправлены в местные коммунистические лагеря для военнопленных. Один из таких лагерей был расположен в Кничанине, и интернированные в этом лагере в основном были выходцами из центрального и южного Баната. Среднее число людей в лагере для военнопленных составляло 17 200, в то время как наибольшее число — 20 500, а всего там находилось около 33 000 заключенных. Лагерь действовал с 10 октября 1945 года до середины марта 1948 года (общее время работы составило 29 месяцев или 880 дней). По некоторым данным, число интернированных, умерших в лагере, могло составлять около 13 000 человек (было задокументировано 9500 случаев смерти). Основными причинами смерти были тиф, малярия и недоедание. После того, как в 1948 году под давлением Красного Креста и Ватикана были ликвидированы коммунистические лагеря для военнопленных, большая часть оставшегося немецкого населения покинула Югославию.
С 1944 года деревня входила в состав югославской Воеводины, которая с 1945 года была автономной провинцией новой социалистической Сербии в составе Югославии. После войны в деревне поселились сербские семьи из Боснии, Хорватии и Черногории, и послевоенные переписи населения зафиксировали этническое большинство сербов в этом населенном пункте.
В 1998 году неподалеку был сооружен мемориал, посвященный интернированным, погибшим в лагере для военнопленных, с надписью на сербском и немецком языках. Надпись на мемориале большего размера гласит: «Здесь покоятся наши соотечественники немецкого происхождения, которые умерли от голода, болезней и холода в лагере Книжанин с 1946 по 1948 год. Пусть земля им будет пухом». Надпись поменьше гласит: "Жертвам от немца Элемира в лагере «Книжанин 314».